# Neuseeland-Fächerschwanz

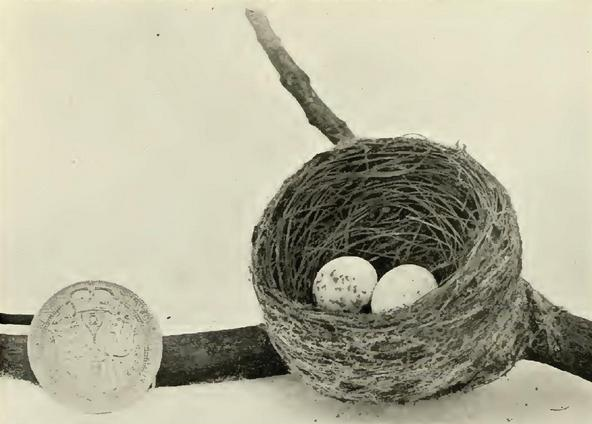
Nest mit Eiern des Neuseeland-Fächerschwanzes

Der Neuseeland-Fächerschwanz (Rhipidura fuliginosa) oder Neuseelandfächerschwanz ist ein Vogel aus der Gattung aus der gleichnamigen Familie der Fächerschwänze (Rhipiduridae). Er kommt in Neuseeland, auf den Chatham-Inseln und der Lord-Howe-Inselgruppe vor. Bis 1999 wurde zur Art Rhipidura fuliginosa auch der in Australien, auf Neuguinea, den Salomonen, Vanuatu und Neukaledonien verbreitete Graufächerschwanz (jetzt Rhipidura albiscapa) gerechnet.

## Merkmale
Der Neuseeland-Fächerschwanz ist mit einer Körperlänge von 14 bis 17 cm etwa so groß wie ein Hausspatz. Sein mehrfarbiges Obergefieder zeigt ein helles Grau, das seinen Kopf und die Rückseite umfasst, ein weißes Schwanzende, einen hellen Bauch und weiße Spritzer an der Kehle und über dem Auge; beim Auffächern des Schwanzes kommen die weißen oder weißgerandeten äußeren Schwanzfedern zum Vorschein.

## Lebensraum und Lebensweise
Auf Neuseeland ist der Neuseeland-Fächerschwanz in Wäldern und Buschland beheimatet; er wagt sich jedoch auch in die Hausgärten vor. Manche Menschen versuchen Fächerschwänze anzulocken, indem sie eine Abelia-Hecke oder andere Sträucher anpflanzen, denn deren Blüten ziehen Insekten an. Der Vogel besucht solche Pflanzen dann bei seiner aufmerksamen Suche nach Nahrung für seine Jungtiere.
Der Neuseeland-Fächerschwanz ist ein sachverständiger Hausbauer und fertigt ein kompaktes, schalenförmiges Nest aus Fasern, Moos und Rinde. Die innere Auspolsterung wird von Spinnennetzen gebildet. Dieses ist auch nötig, denn der Vogel ist ein fruchtbarer Brüter und kann bis zu fünf Gelege in einem Jahr haben. Die Brut findet normalerweise zwischen Januar und August statt. Es dauert 15 Tage, bis die Jungen aus ihren Eiern schlüpfen.

## Rolle in der neuseeländischen Mythologie
Neben dem schriftsprachlichen pīwakawaka gibt es achtzehn weitere Māori-Namen für den Fächerschwanz in verschiedenen Dialekten, von denen viele die Ruhelosigkeit dieses kleinen Vogels bezeichnen, wie z. B. hiwaiwaka, tirairaka und tiwakawaka.
Tiwakawaka ist auch der Name eines Enkels des Halbgotts und Volkshelden Māui (Maui-potiki). Er war einer der ersten Māori-Siedler, die in der Bucht Bay of Plenty  vor mehr als 1000 Jahren angekommen waren. Dieses war die Zeit des Entdeckers Kupe und seines Enkels Nukutawhiti. Tiwakawaka war Kapitän des Kanus Te Aratauwhaiti, und es wird gesagt, dass er einer von Kupes Leuten gewesen sei, die blieben, als Kupe ins östliche Polynesien zurückfuhr.
Als Nukutawhiti im Kanu Kupes nach Neuseeland zurückkehrte, kam Tiwakawaka an den Strand, um ihn herauszufordern, ohne Zweifel so mutig wie der Fächerschwanz. Kupe hatte den Fächerschwanz tiwakawaka auf seiner Forschungsreise gesehen und gemerkt, dass er seine aufgerichteten Schwanzfedern trug und sie wie einen Fächer ausbreiten konnte. Sein herausforderndes Verhalten erinnerte Kupe daran, dass er in das Gebiet von Tāne, Gott des Waldes, eindrang und möglicherweise auch an die mythische Schlacht zwischen dem Meer und den Landvögeln.
Die Taiaha-Waffe in der Hand rückten der Fächerschwanz und sein Begleiter, die Eule, die mit einem pouwhenua bewaffnet war, gegen die Streitkräfte der Seevögel vor. Der Fächerschwanz in seiner hoch aufragenden Position tanzte und glänzte und führte alle möglichen Gebärdenspiele auf. In der Tat sagt man, dass der Kriegtanz, das haka, etwas diesem Tanz des tiwakawaka in den mythologischen Zeiten verdankt, oder zumindest die einzelne Bewegung, eine Waffe schwingend von Seite zu Seite zu springen, davon stammt.

## Unterarten
Es sind drei Unterarten beschrieben:
- Rhipidura fuliginosa placabilis Bangs, 1921 – Nordinsel und angrenzende Inseln.
- Rhipidura fuliginosa fuliginosa (Sparrman, 1787) – Südinsel, Stewart Island und angrenzende Inseln.
- Rhipidura fuliginosa penita Bangs, 1911 – Chathaminseln